# Reid Rocks
Reid Rocks är ett antal klippöar i Australien. De ligger i delstaten Tasmanien, i den sydöstra delen av landet, omkring 390 kilometer nordväst om delstatshuvudstaden Hobart.